# New Haven (Michigan)
New Haven – wieś w Stanach Zjednoczonych, w stanie Michigan, w hrabstwie Macomb.